# トップ・ハット
『トップ・ハット』（Top Hat）は、1935年のアメリカ合衆国のミュージカル映画。フレッド・アステアとジンジャー・ロジャースによる共演第4作であり、『コンチネンタル』以来アステア＝ロジャース映画でおなじみのすれ違いラブコメディである。歌曲をアーヴィング・バーリンが担当。RKOスタジオ製作。
2011年にイギリスにて舞台化された。

## ストーリー
公演のためにロンドンを訪れたブロードウェイダンサーのジェリーが、同じホテルに滞在するモデルのデイルに一目惚れ。一時は心を通じ合わせる二人だが、ジェリーのことを友人の夫だと勘違いしたデイルはベニスへ逃れ、当てつけにデザイナーのアルベルトと結婚してしまう。あわてて後を追ったジェリーは何とかデイルの勘違いを説き、アルベルトとの結婚も司式の牧師が偽者であるために不成立となり、ハッピーエンドとなる。

## キャスト
- ジェリー・トラヴァース - フレッド・アステア
- デイル・トレモント - ジンジャー・ロジャース
- ホレース・ハードウィック - エドワード・エヴェレット・ホートン（英語版）
- アルベルト・ベディーニ - エリック・ローズ （英語版）
- マッジ・ハードウィック - ヘレン・ブロデリック（英語版）
- ベイツ - エリック・ブロア

### 日本語吹き替え
- フレッド・アステア - 村越伊知郎
- ジンジャー・ロジャース - 翠準子

※ 吹き替え放映：日本テレビ『新春映画劇場三本立て』より

## 解説
『コンチネンタル』（1934年）の大成功によって「マネー・メイキング・スター」となったアステアとロジャースのコンビの第四作として、スタジオは同作の路線を踏襲した作品を企画した。
但し『コンチネンタル』に続けて撮った第3作の『ロバータ』は、筋が込み入っているため二人の歌と踊りを十分にショーアップ出来ずに終わった為、第4作では歌と踊りを見せることに徹する、という原点に戻って作られた。
製作のパンドロ・S・バーマンは本作の目玉としてアーヴィング・バーリンに歌曲を依頼し、監督のマーク・サンドリッチ、共演のエドワード・エヴァレット・ホートン、エリック・ローズ、エリック・ブロアなど『コンチネンタル』のスタッフとキャストを再結集した。先行して出来上がったバーリンの歌に添うように脚本が執筆されたが、共演者を『コンチネンタル』と同じような役で起用し、ストーリーよりもミュージカル・シークエンスを重視した内容はほとんど『コンチネンタル』の焼き直しに過ぎず、目を通したアステアはバーマンに長文の手紙を送って書き直しを依頼した（アステアは人見知りのつよい性格で制作会議などで発言することが苦手であったため、しばしば映画に対する要求は書簡のかたちで行われた）。バーマンは脚本の訂正を確約したが、それでもなおストーリーは『コンチネンタル』の影響を脱することができなかった。
バーリンは『トップ・ハット』のために『No Strings』『Isn't This a Lovely Day?』『Top Hat, White tie and Tails』『Cheek to Cheek（頬よせて）』を作曲。後にスタンダード・ナンバーとなった作品が多く含まれていた。さらにスタジオ側の要求でプロダクション・ナンバーにふさわしい明るい曲として『The Piccolino』を提供。バーリン自身はこの曲の出来にかならずしも満足せず、アステアも気に入らなかったため、当初の予定とは異なりロジャースが歌ったが、公開後は高い人気を集めた。
ダンスのために5週間のリハーサルを要求したアステアは、ハーミズ・パンとともに5曲のダンスに振付を行い、撮影ではいつもどおり完璧な演技を披露した。本作では驚異的なタップ・ダンスによって組み立てられた『No Strings』、1930年のミュージカル『スマイルズ』でアステアが踊った『Say Young Man of Manhattan』からヒントを得た『Top Hat, White tie and Tails』の二曲でアステアがソロをつとめ、『Isn't This a Lovely Day?』『頬よせて』がジンジャーとのペア・ダンスであった。なおウディ・アレン監督『カイロの紫のバラ』（1985年）のラスト・シーンには『頬よせて』のシークエンスが用いられ、本作へのオマージュとされている。また、フランク・ダラボン監督『グリーンマイル』（1999年）では、主人公ポールが老人ホームのテレビでたまたま放送されていた本作をきっかけに回想を始めるという、作品上重要な役割を担っている。
『頬よせて』のための衣装として、スタジオは1500ドル分のダチョウの羽をあしらったドレスをロジャースに用意するが、衣装リハーサルに入るとドレスの羽が大量に抜け落ち、舞台上は「コヨーテがニワトリを襲ったような」「吹雪」となり、目や鼻に入った羽のためにアステアはくしゃみが止まらなくなった。衣装係は羽をすべてドレスに縫いつけると確約し、翌日再度リハーサルが行われるが、依然として羽は抜け続け、怒ったアステアがロジャースとその母親（ロジャースの母は有名なステージママで、撮影には必ず同伴していた）に当り散らし、その日の撮影は中止となった。最終的に抜け落ちる羽がなくなるまでテイクが重ねられ、公開分の映像が撮影された。後にアステアとハミーズ・パンは『フェザー』という『頬よせて』の替え歌を作り、ロジャースにささげてからかった。

## 評価
公開後はアステア＝ロジャースの共演作中最高の評価を得、興行的にも大成功を博した。興行収入は300万ドルを超え、第8回アカデミー賞では作品、美術、振付、主題歌の4部門にノミネートされた。
1990年、『トップ・ハット』は、「文化的・歴史的および審美的にみて重要な映画である」として、アメリカ国立フィルム登録簿に登録された。
2006年、この映画はアメリカン・フィルム・インスティチュートのミュージカル映画ベストの第15位にランクインした。

## 舞台
同映画の舞台化作品が、2011年にイギリス国内ツアーで初演。その後2012年5月よりウエスト・エンドでも上演された。同年のローレンス・オリヴィエ賞で7部門にノミネートされ、新作ミュージカル賞、振付賞、衣裳デザイン賞の3部門にて同賞を受賞している。
音楽はアーヴィング・バーリンが担当。映画版に用いられた楽曲に加えて、バーリンが生前に手掛けた1200曲以上のヒット曲から10数曲を厳選して用いている。

### 日本での公演
日本では2015年9月から10月にかけて東京・東急シアターオーブと大阪・梅田芸術劇場にて初来日公演が行われた。
日本版としては、2015年3月から4月にかけて宝塚歌劇団宙組公演として梅田芸術劇場メインホールと赤坂ACTシアターで初上演。脚本・演出は齋藤吉正、主演は朝夏まなとが務め、朝夏の宙組トップスターお披露目公演であった。2022年3月から4月にかけて、花組公演として梅田芸術劇場メインホールにて再演。主演は柚香光・星風まどか。
また、2018年11月から12月にかけて東京・東急シアターオーブと大阪・梅田芸術劇場にて上演。英国版オリジナルスタッフとなっており、演出・脚色はマシュー・ホワイト。主演は20th Centuryの坂本昌行。ヒロイン役の多部未華子は本作がミュージカル本格初挑戦となる。
主な配役
| 配役                   | 2015年     | 2018年     | 2022年     |
| ---------------------- | ---------- | ---------- | ---------- |
| ジェリー・トラバース   | 朝夏まなと | 坂本昌行   | 柚香光     |
| デイル・トレモント     | 実咲凜音   | 多部未華子 | 星風まどか |
| ホレス・ハードウィック | 七海ひろき | 益岡徹     | 水美舞斗   |
| マッジ・ハードウィック | 純矢ちとせ | 朝海ひかる | 音くり寿   |
| アルベルト・ベディーニ | 愛月ひかる | 屋良朝幸   | 帆純まひろ |
| ベイツ                 | 寿つかさ   | 浅野和之   | 輝月ゆうま |